# Eucyclodes buprestaria
Eucyclodes buprestaria är en fjärilsart som beskrevs av Achille Guenée 1857. Eucyclodes buprestaria ingår i släktet Eucyclodes och familjen mätare. Inga underarter finns listade i Catalogue of Life.

## Bildgalleri

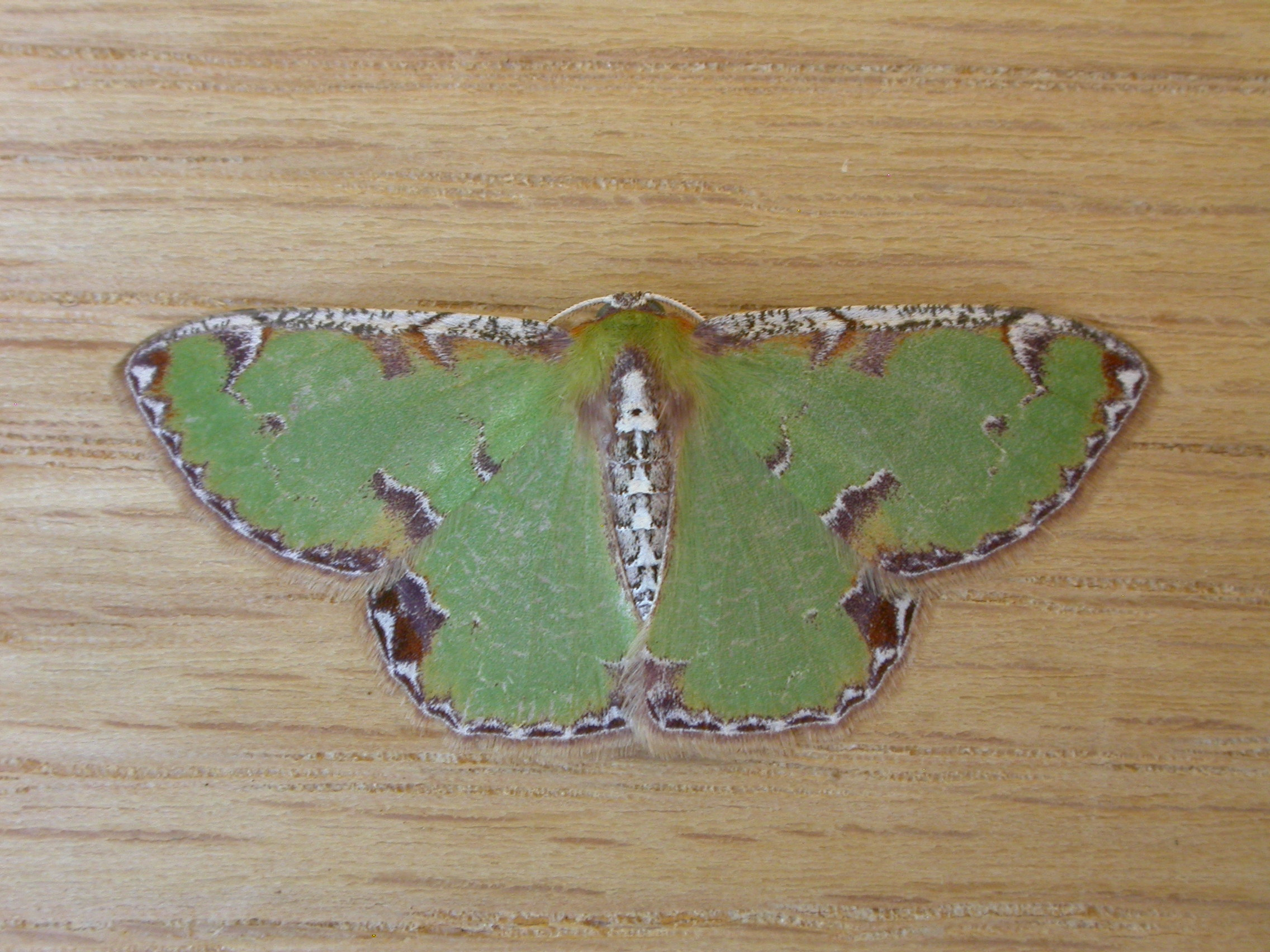